# Dương Chân Nhất
Dương Chân Nhất (chữ Hán: 杨真一; 692 - 749), còn gọi Dương Thục phi (杨淑妃) hay Dương tôn sư (杨尊师), biểu tự Chân Nhất, là một phi tần của Đường Huyền Tông Lý Long Cơ của triều đại nhà Đường.

## Tiểu sử
Dương Chân Nhất là người Hoằng Nông, Hoa Âm thuộc Tứ Xuyên, là gia tộc Hoằng Nông Dương thị có xuất thân từ hoàng tộc nhà Tùy. Tổ 5 đời là Dương Sĩ Quý (杨士贵), là em trai của Quan vương Dương Hùng (杨雄) của nhà Tùy. Cao tổ là Dương Dự (杨誉), làm Thứ sử Phần Châu, tước Tĩnh quốc công (静国公), là nhạc phụ của Ngô vương Lý Khác. Tằng tổ Dương Sùng Kính (杨崇敬), lãnh Khai phủ Nghi đồng Tam ti, tước Trịnh quốc công (郑国公). Tổ phụ Dương Chí Thành (杨志诚), lãnh Sử trì tiết, Thứ sử Thái Châu. Cha là Dương Trừng (杨澂), làm Lang trung của bộ Binh, tước Xương Ninh huyện bá (昌宁县伯), có chú là Dương Thử (杨泚) làm Tả Vũ vệ tướng quân, còn các anh Dương Điểm (杨点), Dương Mặc (杨默), Dương Ảm (杨黯),...
Khoảng năm Tiên Thiên (712 - 713), Dương Chân Nhất lấy thân phận con gái nhà lành làm thiếp của Thái tử Lý Long Cơ, phong làm Lương đệ (良娣), vị trí chỉ sau chính thất Thái tử phi. Khi Lý Long Cơ lên ngôi, vào đầu năm Diên Hòa (712), tháng 10, Thái thượng hoàng Đường Duệ Tông ra chỉ phong Dương Lương đệ làm Thục phi (淑妃), vị trí chỉ sau Quý phi, thuộc một trong Tứ phi chính nhất phẩm. Nguyên Dương Chân Nhất là do Thái Bình công chúa tiến cử, sau khi Thái Bình công chúa thất thế, Dương thị sợ liên can đến công chúa, bèn đích thân xin Lý Long Cơ xuất gia, được y chuẩn.
Năm Thiên Bảo thứ 8 (749), Dương đạo sĩ từ trần ở Cảnh Vân quán (云观薨) tại Trường An, hưởng thọ 58 tuổi.